# Enigma
Enigma (від грец. Ενίγκμα — «загадка») — музичний проєкт, засновником і лідером якого є Міхаель Крету. Для музики проєкту характерним є використання синтезованих інструментів та грегоріанських співів (перша глава), електронної музики та ударних (друга глава). Попри те, що проєкт відноситься до нью-ейдж, його основним жанром є самозаснований «енігматик».

## Історія
Музичний проєкт було засновано у 1990, наприкінці котрого і було випущено перший альбом. З самого початку його існування безліч інших гуртів намагались бути схожими на Enigma, однак безрезультатно — ймовірно, через концепцію глав Мішеля Крету. З тих часів було випущено 6 альбомів — приблизно по одному кожні три роки. Франк Петерсон залишив проєкт вже після виходу першого альбому (тому лише в ньому ми можемо спостерігати грегоріанські співи).
За понад 15 років існування проєкту Мішель Крету співпрацював з багатьма виконавцями, кожен з яких додав щось до кінцевого результату — Enigma як вона є сьогодні.
Пісня "Modern Crusaders." використовувалася як ендінг у п'ятій частині аніме « JoJo's Bizarre Adventure : Golden Wind »

## Дискографія

### Альбоми
| Назва (рік) | Додатково |
| MCMXC a.D. (1990) #1 Англія, #38 Англія (перевидання 1994 року), #6 США, #1 Єврочарт, #3 Німеччина, #1 Франція                             | Чотири рази платиновий в США, CRIA двічі платиновий Світовий продаж: 14 млн (інформація на 1995 рік) Оцінний продаж — 25 млн.      |
| The Cross of Changes (1993) #1 Англія, #9 США, #2 Єврочарт, #5 Німеччина, #1 Греція                                                        | IFPI — платиновий, CRIA — двічі платиновий, RIAA(США) — двічі платиновий Світовий продаж: 8 млн (на 1996) Оцінний продаж — 15 млн. |
| Le Roi Est Mort, Vive Le Roi! (1996) #12 Англія, #25 США, #3 Єврочарт, #3 Німеччина, #1 Норвегія, #1 Греція                                | Номінант Grammy Awards 1998 року CRIA — платиновий, RIAA — платиновий 3,6 млн попередніх замовлень до листопада 1996               |
| The Screen Behind the Mirror (1999) #7 Англія, #33 США, #2 Єврочарт, #1 Греція, #2 Німеччина, #2 Норвегія #2 Billboard Top Internet Albums | CRIA — золотий, RIAA — золотий (500,000+)                                                                                          |
| Voyageur (2003) #46 Англія, #94 США, #6 Німеччина, #12 Єврочарт, #2 Аравія, #3 Греція, #4 Португалія #1 Billboard Top Electronic Albums    | — |
| A Posteriori (2006) #95 США, #16 Німеччина, #32 Італія, #98 Франція, #17 Австрія, #24 Швейцарія #3 Billboard Top Electronic Albums         | Випущений 26 вересня (22), 2006. Альбомна версія сингла «Hello and Welcome» сильно відрізняється від релізу у квітні 2006.         |
| Seven Lives Many Faces (2008) Реліз 19 вересня, 2008.                                                                                      | |
| The Fall Of A Rebel Angel (2016) Реліз 11 листопада, 2016.                                                                                 | |

### Збірники
| Назва (рік) | Додатково                      |
| Trilogy (1998) Включає в себе: MCMXC a.D., The Cross of Changes, Le Roi Est Mort, Vive Le Roi!                                                                | Випущений 10 квітня 1998.      |
| Love Sensuality Devotion: The Greatest Hits (2001) #29 Англія, #29 США, #7 Єврочарт, #4 Німеччина, #1 Греція, #2 Португалія #15 Billboard Top Internet Albums | Платиновий CRIA                |
| Love Sensuality Devotion: The Remix Collection (2001) | Випущений в США в 2006.        |
| 15 Years After (2005) Збірник містить: Всі п'ять альбомів, два DVD і новий альбом реміксів Rollo Armstrong                                                    | Випущений 9 грудня, 2005 року. |

### DVD
- Remember the Future (2001)
- MCMXC a.D.: The Complete Video Album (2003)
- MCMXC a.D.: The Complete Video Album / Remember the Future (2004)
- A Posteriori DVD Album (2006)

### Спеціальні видання
- Age of Loneliness (1994) — (Limited Edition «Greatest Remixes»)
- The Eyes of Truth (1994) — (Limited Edition «Singles Collection»)
- In The Beginning… (1997) — (Promotional Compilation CD)

### Бутлеґи
Ці альбоми є лже-альбомами або бутлегами — збірниками або копіями пісень інших виконавців, що не має відносин до проєкту Enigma.
- Metamorphosis — найпопулярніший і широко розповсюджений бутлег Enigma, випущений під час очікування альбому The Screen Behind the Mirror. Докладний опис бутлеґа із вказівкою всіх виконавців, що ввійшли в нього, — на сайті «Мир Enigma» [Архівовано 1 липня 2007 у Wayback Machine.].
- Erotic Dreams — альбом «Temple of Love» проєкту «Erotic Dreams» вийшов у Голландії в 1998 році.
- Dream On — збірник реміксів на композиції Enigma з треками альбому «Snowin' Under My Skin» (1999) Ендрю Дональдса
- Sleep — дебютний альбом «Conjure One» — нового проєкту одного з творців «Delerium».
- Enigma & D-Emotion Project — більше половини треків на диску належать проєкту «Mythos» і взяті з однойменного альбому.

## Виноски
1. ↑  http://www.enigmaworld.org.ua/enigmatic/%5Bнедоступне+посилання+з+червня+2019%5D
2. ↑  Архівована копія. Архів оригіналу за 18 серпня 2008. Процитовано 2 серпня 2008.{{cite web}}:  Обслуговування CS1: Сторінки з текстом «archived copy» як значення параметру title (посилання) [Архівовано 2008-08-18 у Wayback Machine.]
3. ↑  Архівована копія. Архів оригіналу за 24 вересня 2008. Процитовано 2 серпня 2008.{{cite web}}:  Обслуговування CS1: Сторінки з текстом «archived copy» як значення параметру title (посилання) [Архівовано 2008-09-24 у Wayback Machine.]